# Renversement (gymnastique)
Pour les articles homonymes, voir renversement.
 (mai 2017).
Si vous disposez d'ouvrages ou d'articles de référence ou si vous connaissez des sites web de qualité traitant du thème abordé ici, merci de compléter l'article en donnant les références utiles à sa vérifiabilité et en les liant à la section « Notes et références ».
 (mai 2017).
Un renversement en gymnastique est une figure à la base de la chandelle et du pont. Le renversement s'effectue aux barres asymétriques ce qui permet aux gymnastes de monter en appui.